# Architecture chrétienne au Moyen Âge
L’architecture chrétienne du Moyen Âge du Ve au XVe siècle se constitue à partir de la fin du IIe siècle dans l'architecture paléochrétienne  en continuité historique et culturelle des architectures d’édifices des cultes religieux la précédant. Elle comporte un élément fondamental : l’église-bâtiment qui abrite l’Église, le groupe organisé de fidèles qui pratiquent la messe issue de la formalisation universelle des rites au début du Moyen Âge. La taille des bâtiments d’église est en général liée à l’importance symbolique et hiérarchique dans l’organisation en communauté.
Les constructions qui ne sont pas destinées à la messe sont associées au corps de bâtiment principal, corps accolés ou isolés, les dépendances ou les annexes, leur taille n’est pas forcément significative de leur importance religieuse.

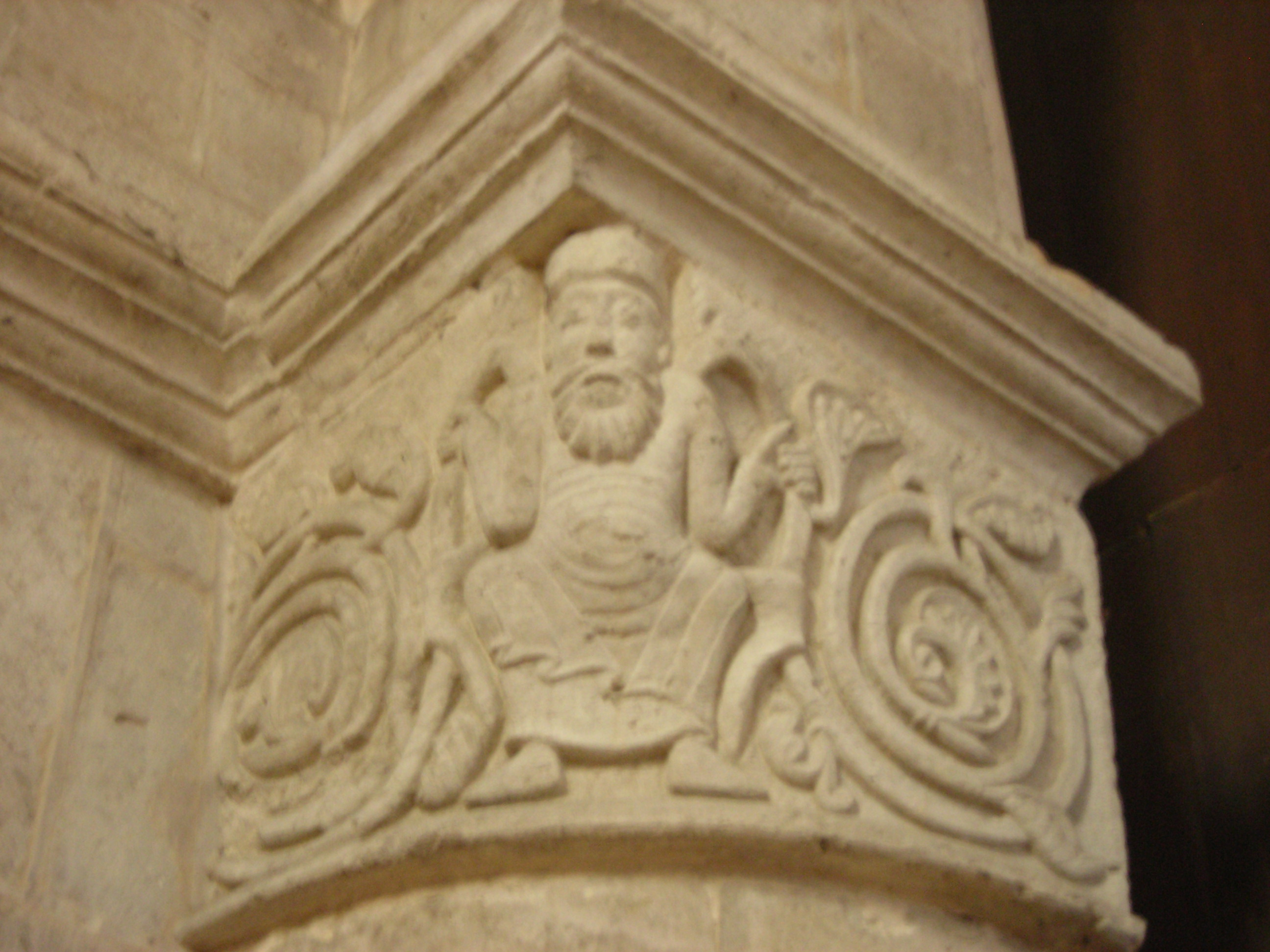
Chapiteau de l'église Notre-Dame-du-Fort à Étampes.

## Le contexte général
Historiquement, l'architecture religieuse se développe en même temps que les autres constructions monumentales. Non seulement au milieu des civilisations naissantes, le monument religieux répond au besoin moral le plus puissant, mais encore il est un lieu d'asile, de refuge, une protection contre la violence. Ce sentiment que l'on retrouve chez tous les peuples se montre très prononcé dans la société chrétienne.

### Avant le Moyen Âge
Le temple païen n'est qu'un sanctuaire où ne pénètrent que les ministres du Culte et les initiés, le peuple reste en dehors de ses murs, aussi les monuments de l'antiquité, en Italie, sur le sol des Gaules, ne pouvaient convenir aux chrétiens. La basilique antique, avec ses larges dimensions, sa tribune, ses ailes ou bas-côtés, son portique antérieur, se prêtait toutefois au culte de la nouvelle foi, étant le lieu de tous les échanges. Il est même probable que les dispositions de l'édifice romain eurent une certaine influence sur les usages adoptés par les premiers chrétiens. Contrairement aux idées reçues dans les premiers temps du christianisme les chrétiens ne se sont pas cachés dans les catacombes pour célébrer leurs offices ainsi que célébrer l'Eucharistie, il s'agit d'un mythe développé par les Romantiques (tel François-René de Chateaubriand dans Les Martyrs). Pour cette pratique admise officiellement, mais effectuée dans la discrétion, le choix du lieu était dû à la difficulté économique de la population concernée par le christianisme. Cette pratique dans les catacombes poursuit les pratiques rituelles communes dans l'hypogée antique. Lors de la persécution des chrétiens dans les premiers siècles, leur culte domestique est toléré dans le domus ecclesiae tandis que les catacombes deviennent des cimetières où les chrétiens enterrent chaque jour les leurs près des martyrs sur les tombes desquels ils pratiquent un culte funéraire à la romaine, le refrigerium.
Lorsque le christianisme devient une religion tolérée sous Constantin Ier (édit de Milan en 313) puis la religion officielle sous l’empereur Théodose Ier (édit de Thessalonique en 380), l’église au sens de groupement de fidèles qui possèdent la Foi se constitue un espace de pratique qui se dissocie des autres espaces. Ces espaces sont premièrement des églises, des baptistères, des martyria.

### Le Moyen Âge
Au Moyen Âge, l’architecture pagano-chrétienne du monde romain prend en Europe une dimension délaissée en Orient qui de son côté évolue massivement dans l’Islam et ses mosquées après avoir créé le culte chrétien.
Dans la première période sont édifiés de nombreux monastères qui sont des sociétés parallèlement organisées dans la Société en trouble général (les constructions ne sont accessibles que sous la règle monastique). D'encore plus nombreux sanctuaires sont bâtis pour les reliques des martyrs (ou même des reliques du Christ Martyr pour le sanctuaire du Roi), en attente de l'Apocalypse attendue par périodes depuis le Ier siècle et que l'An mil réaliserait enfin. Des cryptes sont réalisées dans l'église. Les dissensions populaires apparaissent sur l'appropriation de l'espace sacré des églises comme nécropole « pré-paradis » au profit de l'élite aristocratique (ou même de l'élite religieuse). En sont issues le pèlerinage à portée locale (et indirectement les croisades). Les processions sont au départ une liturgie (une théâtralisation) possible sur un espace non construit qui symbolise localement l'espace terrestre  ayant contenu la vie du Christ y compris le Golgotha et son calvaire. C'est devenu une demande d'intercession avec le Saint dont on possède la relique. La procession dans l'espace construit de l'église-édifice abritant le reliquaire en fait adapter la forme avec les chapelles et le déambulatoire recevant la foule.
La fondation de Cluny et son architecture extrêmement fonctionnelle d'église-halle constitue un modèle de stabilité dans cette instabilité de la société qui comprend l'instabilité du clergé et de sa hiérarchie.
L’architecture chrétienne au Moyen Âge est une continuité de l'architecture préromane avec l'architecture carolingienne et l'architecture ottonienne puis se constitue dans l’architecture romane qui poursuit les principes et canons antiques  romains d’origine (cercle représentant la vie et le corps humain), architecture  la plus présente dans la partie Sud du monde romain. Elle se constitue aussi dans l’architecture gothique du monde d’origine celte en partie Nord en pleine évolution économique que le roman n'avait pas atteint, architecture qui associe des principes d’architecture orientaux venus par l'Espagne et éléments romains (arc brisé et colonne) en les intégrant à la modernité technique qui se répand.
Les édifices sont des  lieux de culte où s'effectue le cérémonial liturgique construits avec une architecture spécifique continuée : le Mystère de l’Incarnation y est présent, la réunion en Communion est organisée, la Lumière du Christ descend du Ciel, l’Eau bénite est purificatrice, la Terre reçoit la dépouille mortelle de l'homme créé par Dieu. Ces notions sont symbolisées par les organisations d’espace et leurs formes suivant une modélisation qui tient à l’appartenance à une des églises composant le monde chrétien. Elles suivent la conception du développement de l'espace en des dépendances et annexes, très disparate dans ce regroupement social d'Églises et Communautés pouvant par exemple être des communautés militaires. L'ensemble des groupes fut ensuite encadré et régulé par le Quatrième concile du Latran.
Les notions de base de l'architecture chrétienne sont parfois une symbolisation par les matières employées (pierre essentiellement pour l'église, bois, terre pour l'homme). Elles reprennent la géométrie classique de la construction (rotonde, basilique) et y ajoutent des membres d'architecture (cathèdre, croisée d'ogive, jour haut à vitrail, gloire du Christ, arc-boutant et triforium-matroneum, tribune d'ostention, tierceron...). L'art païen est récupéré dans ses éléments détournés ou non de sens initial (autel, chaire, labyrinthe...). L'art utilisé est un art figuratif, comportant peinture, mosaïque, sculpture en haut et bas relief. Les figures représentées sont Dieu, le Christ et l'Univers, la chrétienté et son l'histoire.
Dans la société le réseau des laïques est dissocié du réseau des membres du clergé  y compris dans les « métiers » de la commande de la construction et de la réalisation de la construction. Ils aboutissent aussi à un vocabulaire différent du vocabulaire commun (par exemple portail et porte).
La plupart des constructions sont créées par vœux des constructeurs et ils les réalisaient personnellement. Elles suivent au niveau des détails en fait assez peu dans la première période les directives et règles des instances religieuses à qui l'ouvrage est attribué. L'ornementation de cette architecture est une partie constituante fonctionnelle de la construction, elle n'est donc pas un simple décor. Il est difficile dans ce cas de ne pas retrouver la marque de la tradition païenne d'inscrire la personnalité de l'officiant-exécutant dans la matière de sa contribution ce qui donne un Art vernaculaire, mais l'ensemble est bien une communion du groupe social et exprime sa technicité. L'émerveillement provient de l'aspect aussi bien de l'intérieur que de la façade-spectacle (qui en fait une entité particulière autonome). La construction a un caractère didactique et pédagogique : le bonheur du Ciel passe par sa « porte » sur terre.
Les faits notables et donc mémorisés sont des constructions très longues à réaliser, elles restent en attente de solutions parfois des décennies. Elles sont aussi le cadre d'essais où on constate après réalisation la solidité de l'ouvrage qui ne fait pas l'objet de calculs pour sa conception, mais d'une transposition intuitive des éléments visibles du Monde et de ses règles.
Dans l'habitat ordinaire de la population, la symbiose existe avec les édifices religieux par l'emploi de membres classiques d'expression de l'immatériel, les niches « habitées » par la Vierge, St Pierre ou autre Saint protecteur. Mais il n'y a pas une architecture religieuse par la géométrie des formes de la construction ou par une disposition particulière des locaux ou des objets meublants (en différence par exemple dans la religion juive de la disposition et de l'usage d'éviers). Cependant le gothique à caractère profane prend place pour les édifices monumentaux bourgeois (halles, hôtel de ville...). Pour les agglomérations, l'église est immanquablement le signal du centre, ce que n'est pas le château.

### L'héritage du Moyen Âge religieux
L’architecture chrétienne du Moyen Âge cède sa  place à une nouvelle architecture  par la christianisation des références antiques associée au calcul fait par des spécialistes après le XIVe siècle. Cependant dans cette période longue de mille ans s'est constituée la structure d'activité professionnelle des bâtisseurs avec les corporations débutant l'actuel schéma économique de la production du bâti avec des maîtres d'œuvre. Elle accompagne la renaissance de la Cité en groupement social urbain ponctué avec l'Ordonnance de Villers-Cotterêts qui se passe en même temps que le ralentissement de la production de la construction religieuse (l'église n'est plus la seule forteresse, l'école chrétienne n'est plus le seul établissement d'enseignement). Partant des édifices religieux, l'ornementation des édifices non religieux prend à nouveau place, les châteaux pour une part sont devenus des bâtiments plus civils que des bâtiments de casernement militaire, les demeures utilisent les arts décoratifs. La toiture visible dans le ciel est devenue importante et l'estime portée à la vue de ses parties avec ses matériaux en font un élément élaboré dans la construction, de même que le corps d'entrée qui par sa conformation permet de tenir son rang. La fenêtre (à meneau) des édifices civils architecturaux non religieux poursuit l'ordonnance des jours hauts à vitrail des églises. Le jardin espace terrestre dans l'esprit de l'éden créé dans les abbayes est recopié en jardin espace terrestre laïc de l'architecture laïque.
La structure administrative locale avait été donnée par les autorités religieuses de la paroisse dès le Ve siècle jusqu'à la formulation nouvelle des États avec leurs pouvoirs temporels et militaires (imposant ensuite la religion d'État) distincts des pouvoirs spirituels (culturels). De là vient le découpage de la ville en  « un quartier, une église ». De cette organisation sociale vient entre autres la prise en compte de la santé de la population qui partant de l'hospice aboutit à l'hôpital religieux ou laïc.....

## Le Haut Moyen Âge (VeauXesiècle)

### L'église

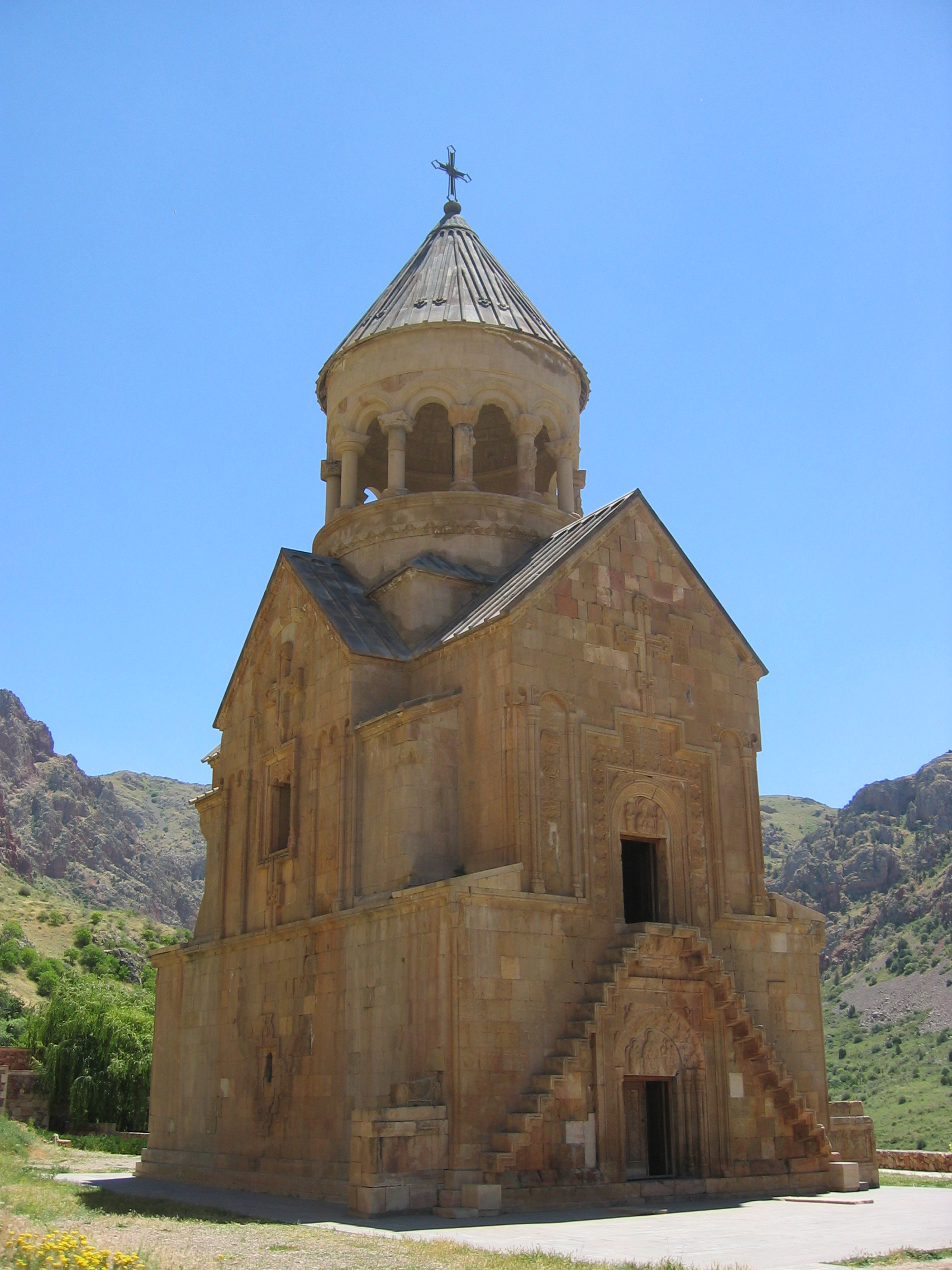
Monastère arménien de Noravank

En Europe occidentale, c'est l'église à plan basilical de l'époque carolingienne, qui sert de modèle tout en s'éloignant de la basilique antique. Alors, on ne se contentait plus d'un seul autel, il fallait élever des tours destinées à recevoir des cloches pour appeler les fidèles, les avertir des heures de prière et les avertir en cas de danger (incendie, attaque). La partie d'édifice réalisant cette fonction fut le massif occidental. La tribune de la basilique antique n'était pas assez vaste pour contenir le clergé nombreux réuni dans les églises ; le chœur liturgique devait empiéter sur les portions abandonnées au public dans le monument romain.
Les églises collégiales, paroissiales et les chapelles elles-mêmes, possédaient dans une proportion plus restreinte tous les services nécessaires à l'exercice du culte, de petits cloîtres, des sacristies, des trésors, des logements pour les desservants. D'ailleurs, les collégiales, paroisses et chapelles étaient placées sous la juridiction des évêques, les abbayes et les prieurés exerçaient aussi des droits sur elles, et parfois même les seigneurs laïcs construisaient des chapelles, érigeaient des paroisses en collégiales, sans consulter les évêques, ce qui donna lieu souvent à de vives discussions entre ces seigneurs et les évêques.
Les cathédrales comprenaient dans leurs dépendances les bâtiments du chapitre, de vastes cloîtres, les palais des évêques, salles synodales, etc.

### Autour de l'église
L'église n'était pas isolée, mais autour d'elle, comme autour du temple païen, se groupaient des bâtiments destinés à l'habitation des prêtres et des clercs; des portiques, des sacristies, quelquefois même des écoles, des bibliothèques, de petites salles pour renfermer le trésor, les chartes, les vases sacrés et les ornements sacerdotaux, des logettes pour des pénitents ou ceux qui profitaient du droit d'asile.
Une enceinte enveloppait assez souvent l'église et ses dépendances, le cimetière et des jardins. Cette enceinte, fermée la nuit, était percée de portes fortifiées. Un grand nombre d'églises étaient desservies par un clergé régulier dépendant d'abbayes ou de prieurés, et se rattachant ainsi à l'ensemble de ces grands établissements.
Le parvis constitue devant l'église close un espace « ciel sur terre » du paradis. On y joue les Mystères. C'est aussi le parvis de justice, espace du pouvoir de l'abbaye exécuté en public.
L’hospice est la maison religieuse accueillant les pèlerins. On y pratique ensuite la charité envers les humbles souffrants.

## Le Bas Moyen Âge (XeauXIVesiècle)

### L'église
Globalement l'église se transforme aussi bien en volume pris par l'édifice qu'en ossature. Une course à la hauteur des nefs et des flèches visibles de loin s'établit. La démarche donnée par l'architecture gothique se répand en dehors de son aire d'origine. L'espace intérieur de l'édifice est devenu lumineux et haut. Le système de la trame avec descente ponctuelle des charges s'est imposé, permettant l'association sensible de l'extérieur et l'intérieur de l'édifice. L'ornementation est abondante avec le gothique rayonnant et ses roses, avec le gothique flamboyant et ses clefs de voûte, rosaces.
Les évolutions sont constituées aussi bien d'ajouts que de « reconstructions ».
La conformation de l'église évolue par la mise en étage de l'église haute sur l'église basse (en général, crypte) pour les églises importantes. L'abbé Lebeuf, dans son histoire du diocèse d'Auxerre, rapporte qu'en 1215, l'évêque Guillaume de Seignelay, faisant rebâtir le chœur de la cathédrale de Saint-Étienne que nous admirons encore aujourd'hui, les deux clochers romans, qui n'avaient point encore été démolis, mais qui étaient sapés à leur base pour permettre l'exécution des nouveaux ouvrages, s'écroulèrent l'un sur l'autre sans briser le jubé, ce qui fut regardé comme un miracle.
Les bâtisseurs romans et gothiques utilisent toujours le matériau local issu des très nombreuses carrières car cette époque est marquée par une fièvre constructrice inégalée qui dépasse même celle de l'Égypte antique. Ainsi, les historiens ont calculé que « de 1050 à 1350, la France a extrait plusieurs millions de tonnes de pierres pour édifier 80 cathédrales, 500 grandes églises et quelques dizaines de milliers d'églises paroissiales. La France a charrié plus de pierres en ces trois siècles que l'ancienne Égypte en n'importe quelle époque de son histoire ».

### Les annexes
Avec la technique et la science développée au sein des abbayes, l'ensemble des constructions utilitaires  telles que la grange monastique a une production vendue sur le circuit ordinaire d'un poids économique très important (trop notable pour certains) en annexe de l'exercice de la religion. Ces constructions (moulins, pressoirs...) dont l'architecture civile est élaborée, associent faiblement la symbolique chrétienne à leur cahier des charges de construction et ne les rendent pas notablement différentes des constructions laïques.

## Plan d'une église
Nous donnons ici, pour faire connaître quelle était la disposition générale d'une église de moyenne grandeur au Xe siècle, un plan qui sans être copié sur tel ou tel édifice existant, résume l'ensemble de ces dispositions.

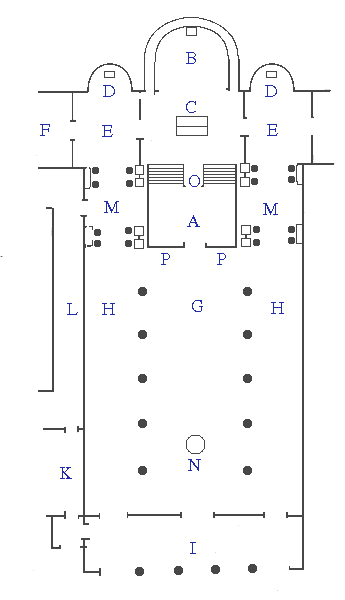
Plan d'une église (orientée est - ouest : l'exèdre (B) est à l'est, le portique (I) à l'ouest (en bas du plan, donc).

- I est le portique qui précède la nef, le narthex de l'église à plan basilical primitive, sous lequel se tiennent les pénitents auxquels l'entrée de l'église est temporairement interdite, les pèlerins qui arrivent avant l'ouverture des portes. De ce porche, qui généralement est couvert en appentis, on pénètre dans la nef et les bas-côtés par trois portes fermées pendant le jour par des voiles.
- N : les fonts baptismaux placés soit au centre de la nef, soit dans l'un des collatéraux H.
- G : la nef au milieu de laquelle est réservé un passage libre séparant les hommes des femmes.
- P : la tribune, les ambons, et plus tard le jubé où l'on vient lire l'épître et l'évangile.
- A : le bas-chœur où se tient le bas clergé, vicaires, diacres, chantres.
- O : l'entrée de la confession, de la crypte qui renferme le tombeau du saint sur lequel l'église a été élevée ; des deux côtés les marches pour monter au sanctuaire.
- C : l'autel principal.
- B : l'exèdre au milieu duquel est placé le siège de l'évêque, de l'abbé ou du prieur ; les stalles des chanoines ou des religieux s'étendent plus ou moins à droite et à gauche.
- E : les extrémités du transept.
- D : des autels secondaires.
- F : la sacristie communiquant au cloître L (pour les églises abbatiales) et aux dépendances. Quelquefois, du porche on pénètre dans le cloître par un passage et une porterie K. Alors les clochers étaient presque toujours placés, non en avant de l'église, mais près du transept en M, sur les dernières travées des collatéraux. Les religieux se trouvaient ainsi plus à proximité du service des cloches, pour les offices de nuit, ou n'étaient pas obligés de traverser la foule des fidèles pour aller sonner pendant la messe.
 Note : L'abbaye de Saint-Germain-des-Prés  avait encore à la fin du XVIIIe siècle ses deux tours ainsi placées. Cluny, Vézelay, beaucoup d'autres églises abbatiales, de prieurés, de paroisses même, un grand nombre de cathédrales, possèdent ou possédaient des clochers disposés de cette manière. Châlons-en-Champagne laisse voir encore les étages inférieurs de ses deux tours bâties des deux côtés du chœur.

#### autres
- Gravure (gravure lapidaire, gravure de sceau, techniques de l'estampe)
- Reliques (restes matériels révérés) en reliquaire (châsse, cercueil, croix reliquaire, staurothèque...)
- Verrerie, art verrier, verre au Moyen Âge
- Vitrail, technique du vitrail au Moyen Âge
- Sculpture
  - Pierre runique
  - Statuaire (sculpture romane, sculpture gothique...)
  - Croix monumentale, haute croix (Irlande), croix celtique, croix bannière, croix hosannière, Bildstock
  - Sculpture funéraire au Moyen Âge en Occident : pierres pictes (Écosse), khatchkar (Arménie), stećak (Balkans), ahlat (Van)
  - Sculpture romane, sculptures romanes (es), sculpture romane en France (es)
  - Sculpture gothique
  - Sculpture byzantine (es)
- Peinture médiévale (es)
  - Icône, Icône russe, pré-mongole, post-mongole, École de Novgorod (1150-1550)
  - Histoire de l'icône byzantine et orthodoxe
  - Peinture, pigments
  - Fresque
  - Retable (diptyque, triptyque, polyptyque)
  - Peinture médiévale de France (es)
  - École de peinture de Tarnovo (Bulgarie) (en)

#### hors christianisme
- Architecture islamique, architecture mauresque/andalouse
  - Monuments et vestiges d'Al-Andalus, d'art almohade, d'art almoravide, d'art mudéjar, des taïfa